# サンライズ・アゲイン
『サンライズ・アゲイン』は宝塚歌劇団の作品。雪組公演。

## 宝塚大劇場公演
形式名は「グランド・ショー」。24場。
併演は『江戸ッ子三銃士』。
公演期間は1971年9月30日から10月28日まで。
参考文献は宝塚60年史別冊。

### スタッフ
- 作・演出：岡田敬二
- 作曲・編曲：吉崎憲治
- 音楽指揮：溝口堯
- 振付：岡正躬・喜多弘・浦辺日佐夫・小井戸秀宅
- 装置：大橋泰弘
- 衣装：静間潮太郎
- ヘア・デザイン：畠山順吉
- 照明：今井直次
- 小道具：万波一重
- 効果：川ノ上智洋
- 音響監督：松永浩志
- 演出助手：草野旦・三木章雄
- 制作：小辻糺

### 主な出演
- チャッチイ：郷ちぐさ
- 若者：汀夏子
- 踊る男：牧美佐緒
- 踊る女：美高悠子
- 恋人：玉梓真紀
- 歌手：高宮沙千・景千舟・摩耶明美・浦路夏子・順みつき

## 新宿コマ劇場公演
併演は『江戸っ子三銃士』。
公演期間は1972年1月2日から1月28日まで。
主なスタッフは岡田敬二。
参考文献は宝塚90年史。

## 宝塚・東京以外の公演

### 1973年5月24日 - 6月3日
公演場所は福岡スポーツセンター。
併演は『春ふたたび』。
主なスタッフは岡田敬二。
参考文献は宝塚90年史。

### 1973年8月15日 - 8月22日
公演場所は高山、小緒、甲府、青梅
併演は『春ふたたび』。
主なスタッフは岡田敬二。
参考文献は宝塚90年史。

### 1973年12月8日 - 12月13日
公演場所は仙台。
併演は『松竹梅』と『春ふたたび』
主なスタッフは岡田敬二。
参考文献は宝塚90年史。